# شاهزاده مهدی غائب
شاهزاده مهدی غائب مربوط به دوره صفوی است و در شهرستان جعفرآباد، بخش قاهان، روستای کاسوا واقع شده و این اثر در تاریخ ۱۹ اسفند ۱۳۸۰ با شمارهٔ ثبت ۴۸۵۷ به‌عنوان یکی از آثار ملی ایران به ثبت رسیده است.